# Lucky Dog 1
《Lucky Dog 1》 是由日本天然王子公司（Tennenouji）在2009年6月10日所发售的18禁BL游戏。

2011年8月5日為了記念製作二周年而發行了續作『Gian･carlo'S LUCKY HAPPY LIFE』。

## 概要
游戏是由三个部分组成的，分别是「脱狱篇」、「逃亡篇」、「迪班篇（デイバン編）」。

从「脱狱篇」到「逃亡篇」是属于共同路线，「迪班篇」则是各别攻略路线。

## 故事简介
故事背景是設定在禁酒时期的美國，一個名叫「迪班（デイバン）。」的都市。CR:5是在此盘踞的黑手党。

CR:5是「Capo Regime:cinque」的略称，带有“5人的干部”的意思。

一天，因不明原因5幹部中有4人都同时被舉發并被關進了主角所在的監獄。

主人公「Gian」收到了Boss的通知，要他帶著4位幹部進行逃監並回到達迪班，如果成功的話就讓他接任下一任的Boss。

## 登场人物

### 主要人物

#### 本作主角
ジャンカルロ･ブルボン･デル･モンテ（Giancarlo·Bourbon·del·Monte）
CV：タダノドウテイ
CR:5：正式組員，後被晉升為第五幹部，下一任BOSS的準繼承人。
生日：10月10號
年齡：25歲
身高：177cm
體重：58kg
血型：0型
星座：天秤座
髮色：金色
刺青位置：左邊的鎖骨
喜好：口香糖
簡介：本作的主角，擁有超乎常人的好運氣，總是能幸運的靠運氣化險為夷，因此有了「Lucky Dog」的稱號。

父母在他小時候被素未謀面的陌生人殺害，因此從小在孤兒院長大，脖子上一直戴著的金環是母親的遺物。

16歲加入黑手黨組織CR:5並一步一步的慢慢晉升為正式組員。

常常被抓進監獄，且曾經成功逃獄過4次，讓監獄長非常的頭痛。

在監獄裡收到CR:5現任Boss的通知，晉升他為第五幹部，如果帶領4位幹部順利逃獄回到迪班，就讓他成為下一任Boss。

#### CR:5的幹部們
ベルナルド·オルトラーニ（Bernardo·Ortolani）
CV：淺野要二
CR:5幹部：第二幹部，之後晉升為首領幹部。
生日：6月14日
年齡：31歲
身高：190cm
體重：68kg
血型：A
星座：雙子座
髮色：青蘋果綠、長捲髮
刺青位置：左手腕
簡介：頭腦非常的好，是組織裡的中樞人物，個性很隨和，

跟Gian的關係非常的好，兩個人時常開玩笑的互相稱呼對方「Darling」、「Honey」。

年輕時曾經在監獄裡被人用布袋套住頭部後毆打，所以產生了幽閉恐懼症，非常的怕黑。

ルキーノ·グレゴレッティ（Luchino·Gregoretti）
CV：四季路
CR:5幹部：第三幹部，之後晉升為第二幹部。
年齡：27歲
生日：7月29日
身高: 193cm
體重: 94kg
血型：O
星座：獅子座
髮色：玫瑰紅，紮著馬尾
刺青位置：右手背
簡介：體格壯碩，個性也很豪爽，非常的愛乾淨。

曾經有過妻子和孩子，妻小的死亡在他心裡留下了非常嚴重的陰影。

尊重Boss的決定，也支持讓Gian當下一任Boss，經常幫助Gian，希望Gian能成為一個出類拔萃的Boss。

ジュリオ·ディ·ボンドーネ（Giulio·Di·Bondone）
CV：蒼井夕真
CR:5幹部：第四幹部，之後晉升為第三幹部。
年齡：24歲
生日：2月15日
身高：188cm
體重：72kg
血型：AB
星座：水瓶座
髮色:：紫色
刺青位置：左邊的腰側
簡介：出身於義大利古老的名門家族「Bondone家族」，爺爺是Bondone家族的當主。

雖然外表上看起來有點不起眼，但實際上是幹部中唯一的戰鬥員(殺手)，有「狂犬Giulio」的稱號。

是個異常殺人者（殺人時會感到快樂甚至產生性快感）而且有戀屍癖。

對Gian的態度與其他人不同，對Gian非常的尊敬，跟Gian對話總是使用敬語。

イヴァン·フィオーレ（Ivan·Fiore）
CV：平井達矢
CR:5幹部：第五幹部，之後晉升為第四幹部。
年龄：22歲
生日：12月23日
身高：178cm
體重：66kg　　　
血型：B 　　
星座：摩羯座 　　
髮色：灰綠色
刺青位置：右手臂
簡介：年紀很輕就當上幹部了，雖然因為是幹部裡的最底層加上不是純粹的義大利人而被組織成員都看不起，

但是組織裡有超過半數的非義大利籍成員都是由他率領的。

個性非常的暴躁易怒，經常口出惡言，也很有野心，對於Boss說要讓Gian接任下一任Boss非常的不滿。

### 其他人物
バクシー・クリステンセン（Bakshi・Christensen）
CV：錦戶智久
CR:5的敵對幫派「Grave Digger（簡稱：GD）」的幹部。
年齢：25歳
生日：12月24日　
血型：AB型
星座：摩羯座 　
簡介：為人非常的殘暴，連同幫派的夥伴都對他感到厭惡與懼怕，有異於常人的戰鬥能力。

ラグトリフ・フェルフーフェン（Ragtliffe・Verhoeven）
CV：篁翔
專門幫CR:5清理屍體的專屬清掃員。
年齢：不詳
生日：10月31日
血型：B型
星座：天蠍座
簡介：專們幫CR:5組織清理屍體等的掃除屋，通常都是聽從Bernardo的指令來行動，平時的行蹤飄忽不定，性格難以捉摸。

## 工作人員
- 企劃、原畫：由良
- 腳本：陣內（日语：陣内）、菅沼恭司

## 關連商品

### 音樂CD
- Lucky Dog 1 Original Soundtrack （2009年8月26日）

### 廣播劇CD
- Lucky Dog 1　SUMMER CHANCE （2009年8月14日）
- Lucky Dog 1　AUTUMN CHANCE （2009年10月21日）
- Lucky Dog 1　WINTER CHANCE （2009年12月29日）
- Lucky Dog 1　SPRING CHANCE （2010年4月21日）
- Lucky Dog 1　anniversary：06.10 （2010年7月10日）

### 書籍
- Lucky Dog 1 公式 Visual FanBook （2009年9月2日） ISBN 978 4757750555
- Cool-B Remix 由良SuperPack!! （2009年10月1日） ISBN 978 4776795575
- Lucky Dog 1 anniversary:ver.RED （2010年7月10日）
- Lucky Dog 1 anniversary:ver.WHITE （2010年7月10日）
- Lucky Dog 1　2nd anniversary：polka-dot （2011年8月5日）
- Lucky Dog 1　2nd anniversary：red-line　（2011年8月5日）
- Lucky Dog 1　3rd anniversary：rainbow　（2012年10月10日）
- Lucky Dog 1　3rd anniversary：night sky　（2012年10月10日）

### 漫畫化
- Lucky Dog 1 BLAST（原作；Tennenouji、作畫；渦八） - 刊登於月刊Comic Gene。已經出版八卷。